# Batalla de Elorrio
La batalla de Elorrio fue una batalla librada en el marco de las guerras de bandos en 1468 en la villa de Elorrio, Vizcaya.
En ella se enfrentaron la casa de los Marzana que se alineaba en el bando gamboíno y estaba apoyada por la población de la villa, contra los Ibarra que eran oñacinos.

## La batalla
En ese tiempo el Duranguesado se encontraba en un período de disputas entre los de Zaldívar y los de Durango. Es entonces cuando los Avendaño enviaron sus huestes a Elorrio desde Durango al mando de Juan de Avendaño, hijo de Pedro de Avendaño que quedaba en Durango, y atacaron la casa-torre de los Ibarra, que apoyaban a los de Zaldívar. Ante este ataque, Juan Alonso de Mújica, señor de Aramayona, habiendo reunido a sus parientes y 60 caballeros mercenarios castellanos enviados por el Marqués de Santillana, acudió en auxilio de Pedro Ruiz de Ibarra y se puso sitio a Elorrio.
De acuerdo al cronista banderizo Lope García de Salazar y sus Bienandanzas e fortunas, varios de los hijos del autor fueron en contra de sus recomendaciones y, junto a hombres de los Butrón, se encargaron de instalar las piezas artilleras provenientes de Cantabria. El ataque del resto de tropas no sucedió a la instalación artillera y el grueso del ejército no entró en combate y comenzó a retirarse.
Viendo el desorden general del enemigo, salieron los defensores de la villa y decantaron la batalla hacia el bando gamboíno. La victoria fue aplastante y continuó con el asalto definitivo a la casa-torre de los Ibarra y la toma de Ermua y alrededores por el bando gamboíno.
Tres de los hijos de Lope García de Salazar terminarían muriendo en la contienda: uno de ellos, Ochoa de Salazar, ejecutado en las puertas de la villa por orden de Avendaño. El propio Juan de Avendaño murió a manos de Gonzalo de Salazar, hijo de Lope. Juan Alonso de Mújica terminó herido por dos heridas de flecha en la pierna.